# I Walk the Line (album)
Albums de Johnny Cash
The Original Sun Sound
(1964) Bitter Tears: Ballads of the American Indian
(1964)
I Walk the line est le dix-neuvième album studio par le chanteur et auteur-compositeur Johnny Cash. Il a été édité sur Columbia Records en 1964. L'album a été certifié Or par la RIAA en 1967.

## Liste des titres
| No  | Titre                          | Auteur                                 | Durée |
| --- | ------------------------------ | -------------------------------------- | ----- |
| 1.  | I Walk the Line                | Johnny Cash                            | 2:33  |
| 2.  | Bad News                       | John D. Loudermilk                     | 2:56  |
| 3.  | Folsom Prison Blues            | Johnny Cash                            | 2:35  |
| 4.  | Give My Love to Rose           | Johnny Cash                            | 2:20  |
| 5.  | Hey Porter                     | Johnny Cash                            | 2:19  |
| 6.  | I Still Miss Someone           | Johnny Cash, Roy Cash                  | 3:07  |
| 7.  | Understand Your Man            | Johnny Cash                            | 2:43  |
| 8.  | Wreck of the Old '97           | Johnny Cash, Bob Johnson, Norman Blake | 2:41  |
| 9.  | Still in Town                  | Harlan Howard, Hank Cochran            | 2:36  |
| 10. | Big River                      | Johnny Cash                            | 2:17  |
| 11. | Goodbye Little Darlin' Goodbye | Gene Autry, Johnny Marvin              | 2:24  |
| 12. | Troublesome Waters             | Maybelle Carter, Dixie Dean            | 3:48  |

## Musiciens
- Johnny Cash - Chant, Guitare
- Luther Perkins - Guitare
- Norman Blake - Guitare, Dobro
- Bob Johnson, Jack Clement - Guitare Rythmique
- Marshall Grant - Bass
- W. S. Holland - Batterie
- Bill Pursell - Piano
- Don Helms - Steel Guitar
- Karl Garvin, Bill McElhiney - Trompette
- Rufus Long - Flûte
- Carter Family - Chœurs

## Graphiques
Album - Billboard (Amérique du Nord)
| Année | Graphique      | Position |
| ----- | -------------- | -------- |
| 1964  | Albums Country | 1        |
| 1964  | Albums Pop     | 53       |

Singles - Billboard (Amérique du Nord)
| Année | Unique              | Graphique       | Position |
| ----- | ------------------- | --------------- | -------- |
| 1964  | Understand Your Man | Chanson Country | 1        |
| 1964  | Understand Your Man | Chanson Pop     | 35       |
| 1964  | Bad News            | Chanson Country | 8        |